# 999 (singolo)
999 è un singolo della cantante statunitense Selena Gomez e del cantante colombiano Camilo, pubblicato il 27 agosto 2021 dalla Interscope Records.

## Descrizione
Si tratta di un brano di musica latina suonato in chiave di Do diesis maggiore con un tempo di 150 battiti per minuto. È stato scritto dalla stessa cantante in collaborazione con Camilo e Edgar Barrera ed è stato prodotto da quest'ultimi due.

## Video musicale
Il video musicale, diretto da Sophie Muller, è stato pubblicato su VEVO e YouTube il 27 agosto 2021, giorno della pubblicazione del singolo.

## Tracce
Testi e musiche di Selena Gomez, Camilo, Edgar Barrera.
1. 999 – 3:44

## Classifiche
| Classifica (2021)   | Posizione massima |
| ------------------- | ----------------- |
| Argentina           | 88                |
| Stati Uniti (latin) | 25                |

## Date di pubblicazione
| Paese  | Data di pubblicazione | Formato                      | Etichetta  | Note  |
| ------ | --------------------- | ---------------------------- | ---------- | ----- |
| Mondo  | 27 agosto 2021        | Download digitale, streaming | Interscope |       |
| Russia | 24 settembre 2021     | Contemporary hit radio       | Interscope | [ 5 ] |